# Crotalaria coursii
Crotalaria coursii är en ärtväxtart som beskrevs av M. Peltier. Crotalaria coursii ingår i släktet sunnhampor, och familjen ärtväxter. Inga underarter finns listade i Catalogue of Life.